# Nemegtosaure
El nemegtosaure (Nemegtosaurus, "llangardaix de Nemegt") és un gènere representat per una única espècie de dinosaure sauròpode titanosauroïdeu, que va viure a la fi del període Cretaci, fa aproximadament 83 i 65 milions d'anys, en el Campaniano i el Mastrichtiano, en allò que avui en dia és Àsia. L'espècie tipus Nemegtosaurus mongoliensis, va ser descrit en 1971. Una segona espècie N. pachi, va ser descrita en 1977, però és conciderada com a dubtosa. El nom prové de la Formació Nemegt on fos oposat, en el Desert de Gobi, en Omnogov, Mongòlia. Tènia un cap llarg, inclinada i, com la majoria dels sauròpodes, les dents com a clavilles. Hunt et al. en 1994, van assignar a Nemegtosaurus juntament amb quaesitosaure a la família Dicraeosauridae, dins de Diplodocidae. No va ser fins a 1995 que Calvo, Salgado i Còria revisessin la reconstrucció del crani i van demostrar que pertanyia a un parent de braquiosaure, un macronaris. Però no va ser fins a 2004 quan el crani de Bonitasaura i rapetosaure anessin assignats fermament a Titanosauria, que Nemegtosaurus adquirís el seu actual estatus, i s'erigeix la subfamília Nemegtosaurinae dins de Saltasauridae per contenir-los. S'ha proposat que el crani pertany ralmente a Opisthocoelicaudia, encara que l'esquelet postcraneal d'aquests pertany clarament a una altra família.